# LaScie
LaScie är en ort i Kanada.   Den ligger i provinsen Newfoundland och Labrador, i den östra delen av landet, 1 600 km öster om huvudstaden Ottawa. LaScie ligger 30 meter över havet och antalet invånare är 970.
Terrängen runt LaScie är huvudsakligen platt, men åt nordost är den kuperad. Havet är nära LaScie åt nordväst. Trakten är glest befolkad. LaScie är det största samhället i trakten. 